# Joe L. Evins

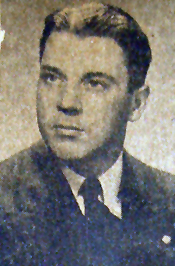
Joe L. Evins

Joseph Landon „Joe“ Evins (* 24. Oktober 1910 im DeKalb County, Tennessee; † 31. März 1984 in Nashville, Tennessee) war ein US-amerikanischer Politiker (Demokratische Partei). Er vertrat den Bundesstaat Tennessee zwischen 1947 und 1977 im US-Repräsentantenhaus.

## Werdegang
Evins graduierte 1933 an der Vanderbilt University in Nashville und 1934 an der Cumberland School of Law in Lebanon. Nachdem er seine Zulassung als Anwalt im selben Jahr erhalten hatte, begann er in Smithville zu praktizieren. Evins wurde 1935 in den Rechtsanwaltsstab der Bundeshandelskommission (FTC) gewählt. Dort arbeitete er bis 1938, als man ihn zum Assistant Secretary der FTC beförderte. Diese Stellung hatte er bis 1940 inne.
Als die Vereinigten Staaten in den Zweiten Weltkrieg eintraten, verpflichtete er sich beim Judge Advocate General’s Corps der United States Army. Seine Tätigkeit dort übte er bis nach dem Krieg aus. 1946 nahm er die Arbeit in seiner Anwaltspraxis in Smithville wieder auf. Schon kurze Zeit nach seiner Rückkehr wählte man ihn zum Vorsitzenden der Demokratischen Partei im DeKalb County. Er gewann sogar im gleichen Jahr die Nominierung der Demokraten für den Sitz des 5. Kongresswahlbezirks. Die Abstimmung gewann er leicht, ebenso die Wiederwahlen für die nächsten 14 Amtsperioden. Dies geschah generell mit kleiner oder keiner Opposition.
Als Tennessee einen Kongressbezirk verlor, wurde sein Distrikt nach dem 1950 Census in den 4. Bezirk umbenannt. Evins wurde eine einflussreiche Figur im Kongress. Er war Vorsitzender des Sonderausschusses der Kleinindustrie (House Select Committee on Small Business) für sechs Jahre und in den nachfolgenden Kongresssitzungen des Sonderausschusses der Kleinindustrie der Vereinigten Staaten (House Committee on Small Business) sowie des wichtigen Bewilligungsausschusses (House Committee on Appropriations). Er nutzte seinen Einfluss, um sicherzustellen, dass sein Bezirk, ein meist ländliches Gebiet östlich und südlich von Nashville, gut versorgt war.
Smithville war die kleinste Stadt, die für die Teilnahme an dem Model Cities Program ausgewählt wurde und seine Hauptverkehrsstraße in „Congressional Boulevard“ umbenannte. Wie die meisten seiner Wählerschaft war Evins ein gemäßigt konservativer Demokrat. Da fiel es ihm auch schwer, die Aufhebung der Rassentrennung zu akzeptieren, nicht wegen einer fest verwurzelten persönlichen Engstirnigkeit, sondern wegen des Wechsels dessen, was als die alte Ordnung akzeptiert gewesen war. Allerdings war er einer von drei demokratischen Abgeordneten Tennessees, die das Southern Manifesto nicht unterzeichneten. Es war ein Protestschreiben gegen die Rassenintegration an den öffentlichen Schulen.
Evins entschloss sich 1976 zum Rücktritt nach insgesamt 15 Amtsperioden. In einer umkämpften Vorwahl um seine Nachfolge gewann Al Gore und begann so seine politische Karriere. Joe Evins verstarb am 31. März 1984 in Nashville und wurde auf dem Town Cemetery in Smithville beerdigt.

## Familie
Evins’ Familie war und ist sehr prominent im mittleren Tennessee. Sein Großvater ist der Namensgeber eines benachbarten Stadtparks, einer von seinen Neffen arbeitete bei der hiesigen Bank, ein anderer war die leitende Kraft hinter der Entstehung der Restaurantkette Cracker Barrel Old Country Store. Eine Großnichte, Karlen Evins, war jahrelang eine prominente Radiopersönlichkeit in Nashville.